# Antonae tigrina
Antonae tigrina är en insektsart som beskrevs av Leon Fairmaire. Antonae tigrina ingår i släktet Antonae och familjen hornstritar. Inga underarter finns listade i Catalogue of Life.